# Alfredo de los Santos
Alfredo de los Santos (Punta del Este, 12 de febrero de 1956) es un exfutbolista uruguayo que se desempeñaba como lateral derecho o defensa central.

## Clubes
| Club              | País      | Año       |
| ----------------- | --------- | --------- |
| Nacional (U)      | Uruguay   | 1974-1979 |
| River Plate       | Argentina | 1979-1984 |
| Defensor Sporting | Uruguay   | 1984      |
| Barcelona         | Ecuador   | 1985-1986 |
| Querétaro         | México    | 1986-1987 |